# Wieża zegarowa w Birgu
Wieża zegarowa w Birgu (malt. It-Torri tal-Arloġġ tal-Birgu, ang. Birgu Clock Tower), znana też jako Vittoriosa Clock Tower, a pierwotnie jako Civic Clock Tower – była to wieża zegarowa w Birgu na Malcie. Znajdowała się na Victory Square, głównym placu miasta, i była znaczącym punktem orientacyjnym w Birgu i okolicy. Wieżę zbudowano prawdopodobnie w wiekach średnich, chociaż niektóre źródła podają, że powstała w roku 1549. Służyła jako strażnica, zapewniając dobry widok na Grand Harbour i okoliczny teren. Używana była podczas Wielkiego Oblężenia Malty w roku 1565. Zegar zainstalowano na wieży w XVII wieku.
Konstrukcja została zniszczona podczas bombardowania lotniczego w czasie II wojny światowej. Część fundamentów wciąż jest zachowana; istnieją plany odbudowania budynku.

## Historia

### Początki
Przypuszcza się, że Birgu Clock Tower zbudowana została w okresie średniowiecza. Powstała jako wieża strażnicza, był z niej widok na Grand Harbour i otaczające okolice. Dzwon alarmowy został zainstalowany na wieży w roku 1504.
Po przybyciu Zakonu św. Jana na Maltę, na fasadzie budowli umieszczony został jego herb, wraz z datą 1549. Według niektórych źródeł w tym czasie wieża została odnowiona.
Według Francisco Balbiego di Crreggio, Wielki Mistrz Jean Parisot de Valette wykorzystywał wieżę do obserwacji podczas Wielkiego Oblężenia Malty w roku 1565. Po przeniesieniu stolicy z Birgu do Valletty, w roku 1572 Zakon sprzedał część wieży rodzinie z Għaxaq, która używała jej jako prywatnej rezydencji.
Górne piętra wieży pozostały własnością publiczną. W roku 1629, podczas rządów Antoine'a de Paule, na najwyższym piętrze wieży umieszczono zegar, zbudowany według projektu Antonio Garsina; fakt ten został upamiętniony łacińską inskrypcją na wieży, o treści:

Evantunellu Carbuni
 
me fecit nobili civitati

Messanæ
MCCCCCIIII

(co znaczy: Dzwon alarmowy - zamówiony [opłacony] przez arystokrację miasta - [wykonany w] Mesynie - 1504)

W roku 1921 przytwierdzono do wieży marmurową tablicę, upamiętniającą nową konstytucję Malty. Budynek był umieszczony na Antiquities List of 1925.

### Zniszczenie wieży
Podczas II wojny światowej, Birgu, z powodu swojej bliskości do Malta Dockyard, było mocno bombardowane przez włoskie i niemieckie bombowce. 4 kwietnia 1942 roku jedna z bomb wybuchła blisko wieży. Z powodu zniszczenia, część jej struktury zawaliła się w nocy 11/12 kwietnia. Dwa tygodnie później ocalała część wieży została powtórnie trafiona, co spowodowało jej kolejne uszkodzenia. Ruiny zostały całkowicie rozebrane w październiku 1944 roku.
Większa część mechanizmu zegara wciąż istnieje, i jest przechowywana przez lokalną radę. Wskazówki zegara wystawiane są w Church Museum (muzeum kościelnym) w Birgu oraz Palazzo Falson w Mdinie.

### Plany odbudowy

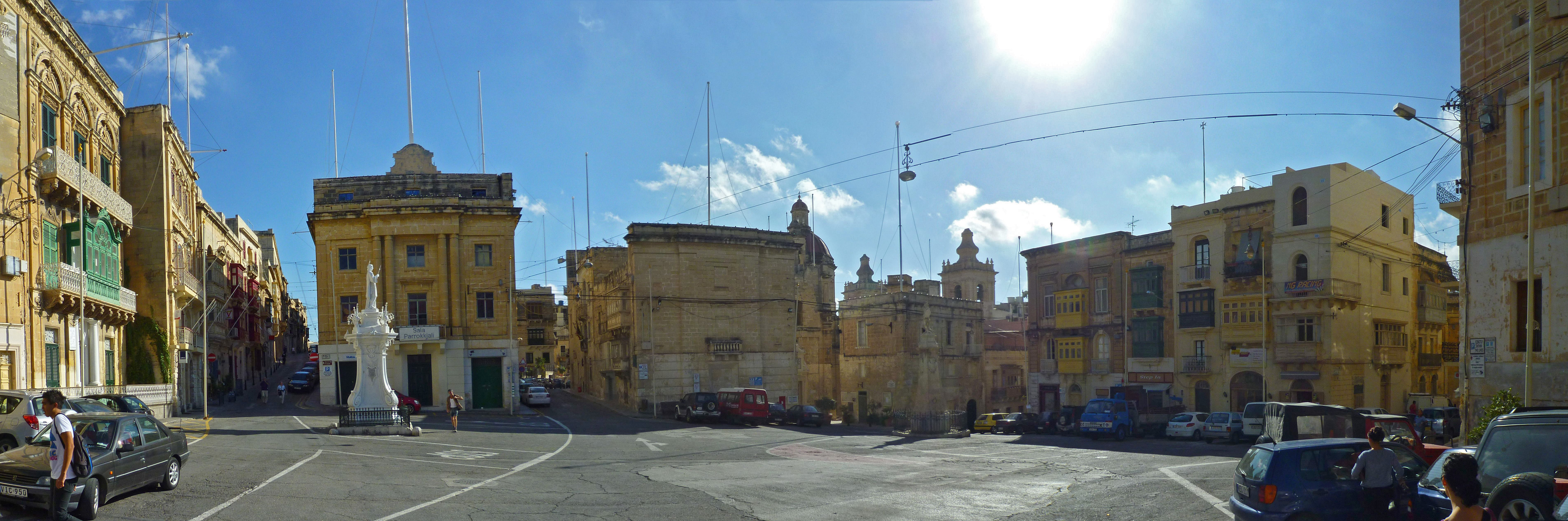
Victory Square dzisiaj

Wkrótce po zniszczeniu rozgorzała debata, czy należy odbudować wieżę. 19 grudnia 1954 roku „Historical and Cultural Society of Vittoriosa” zorganizowało spotkanie z prośbą o odbudowanie zniszczonego budynku.
W roku 2004, podczas wykopalisk archeologicznych prowadzonych przez Superintendence of Cultural Heritage, odkryto fundamenty wieży, składające się z oryginalnego wykucia skały w tym miejscu. Znalezisko to powtórnie wywołało debatę wśród mieszkańców Birgu na temat odbudowy wieży. Niektórzy argumentowali, że jest to miejsce historyczne, zasługujące na odbudowę, inni twierdzili, że nigdy nie będzie to już oryginalna budowla, a tylko zajmie, i tak ograniczone, miejsca parkingowe.
W budżecie na rok 2006, Rząd Malty przegłosował fundusze na odbudowę wieży. Podczas sesji w dniu26 kwietnia 2007 roku, Birgu Local Council zatwierdził odbudowanie wieży, i wydał zgodę na prace budowlane. W styczniu 2015 roku Alfred Mizzi Foundation ogłosiła, że w związku ze zbliżającą się 450-rocznicą Wielkiego Oblężenia, sfinansuje zbudowanie repliki wieży. Koszty całej operacjiobliczane są na około 300 000 €. Posunięcie to zostało przyjęte z zadowoleniem przez Birgu Local Council oraz Ministerstwo Budownictwa.
W lipcu 2015 roku burmistrz Birgu, John Boxall, ogłosił, że może zostać ogłoszone referendum wśród mieszkańców miasta, aby zadecydować, czy odbudowywać wieżę.

## Architektura wieży
Wieża zbudowana została na planie kwadratu, miała wysokość około 40 metrów. Posiadała pięć kondygnacji o różnej wysokości. Na czwartej kondygnacji znajdował się balkon, biegnący dokoła konstrukcji, wspierany przez konsole. Na szczycie wieży, w jednym z narożników znajdowała się mała wieżyczka.